# Pachyanthidium obscurum
Pachyanthidium obscurum är en biart som beskrevs av Pasteels 1984. Pachyanthidium obscurum ingår i släktet Pachyanthidium och familjen buksamlarbin. Inga underarter finns listade i Catalogue of Life.